# NGC 6700
NGC 6700 is een balkspiraalstelsel in het sterrenbeeld Lier. Het hemelobject werd op 17 augustus 1873 ontdekt door de Franse astronoom Édouard Jean-Marie Stephan.

## Synoniemen
- UGC 11351
- MCG 5-44-10
- ZWG 173.26
- IRAS 18441+3213
- PGC 62376